# Vlastnictví
Vlastnictví či vlastnické právo je přímé a výlučné právní panství určité individuálně určené osoby (vlastníka) nad konkrétní věcí. Řidčeji se slovo vlastnictví používá také ve významu majetek či jmění. Vlastnické právo je nejsilnějším a nejrozsáhlejším věcným právem. Jde o právo absolutní, které působí vůči všem ostatním osobám (erga omnes) na rozdíl od závazkových práv, které působí jen mezi stranami závazku (inter partes). Vlastnickému právu tak odpovídá povinnost všech ostatních subjektů nerušit vlastníka ve výkonu jeho práva k věci.
Vlastnictví v českém právu upravuje především občanský zákoník. Dle § 1011 občanského zákoníku je vlastnictvím určité osoby vše, co jí patří, všechny věci hmotné i nehmotné (pokud to jejich povaha připouští). Jedná se o právo chráněné i mezinárodními smlouvami o lidských právech a Listinou základních práv a svobod. Vlastnické právo je nezbytnou podmínkou existence a fungování svobodného trhu a tržního hospodářství.

## Obsah vlastnického práva
Historicky, mezikulturně i podle typu věci se obsah vlastnického práva značně liší v rozpětí od absolutních práv k věci až po stav, kdy převažují povinnosti plynoucí z vlastnictví a vlastnictví je tak spíše správou věci ve veřejném zájmu. Za feudalismu mělo vlastnictví půdy charakter pronájmu od panovníka reprezentujícího stát.
Současné české pojetí vlastnického práva navazuje na jeho vymezení v římském právu. Vlastnické právo je chápáno jako soubor následujících dílčích práv:
- právo věc držet (ius possidendi),
- právo věc užívat a požívat její plody a užitky (ius utendi et fruendi),
- právo věc měnit nebo ničit (ius abutendi), a
- právo s věcí nakládat (ius disponendi).

Pod právo s věcí nakládat mohou spadat i další práva, například právo věc opustit, právo věc neužívat nebo právo věc zcizit (tj. prodat, darovat, vyměnit, odkázat atd.) Základním právem vlastníka je tedy libovolně s věcí nakládat a mezi jeho oprávnění patří mimo jiné i věc modifikovat, upravovat, zničit nebo opustit. Výkon práv je tedy neomezený, ale musí je vykonávat v mezích právního řádu a nesmí jimi rušit práva jiných osob nebo vykonávat takové činy, jejichž hlavním účelem je jiné osoby obtěžovat nebo poškodit.
S pojmem vlastnictví je spojeno i vymezení pojmu „věc“ jako „to, co lze vlastnit“. Zatímco v otrokářských systémech mohl být i člověk předmětem vlastnictví (a například i děti byly někde chápány jako vlastnictví rodičů), v moderní době se práva disponovat s lidmi s pojmem vlastnického práva nespojují. Podobně mohou mimo pojem vlastnictví v některých právních systémech a kulturách stát i další typy věcí, například lidské tělo (živé i mrtvé), zvířata, pozemky a přírodní útvary či zdroje, myšlenky, činy a mnohé další. Podle římského práva byla věcmi i všechna zvířata. V novém občanském zákoníku je ustanovení, které říká, že věcmi nejsou lidé, nebo použijeme-li dikce nového kodexu: „Lidské tělo, ani jeho části, třebaže jsou odděleny“ (§ 493).

## Omezení vlastnického práva
Úplná volnost vlastníka nakládat s věcí až do jejího úplného zničení se v římském právu označovala jako ius abutendi. V moderních i tradičních právních systémech však může být takový absolutní rozsah vlastnictví omezen veřejnoprávními předpisy, např. pokud je určitá věc zvláštními předpisy chráněna jako kulturní památka, má vlastník povinnost ji udržovat v náležitém stavu a za její úmyslné poškození či zničení může být každý, tedy i vlastník, postižen prostředky správního či trestního práva.
S vlastnictvím jsou tradičně spjaty také různé povinnosti a omezení („vlastnictví zavazuje“). Principiálně je nepřípustné užívat vlastní věc nebo s ní nakládat takovým způsobem, který narušuje nebo ohrožuje oprávněné zájmy jiných osob nebo veřejný zájem. Tyto zájmy mohou být v jednotlivých právních systémech a tradicích pojímány a vymezeny velmi rozdílně, v krajních případech může regulace vést k paušální eliminaci některých vlastnických práv vlastníka či až k zákazu vlastnění některých typů věcí (zbraně, ideologicky nebo morálně závadné publikace či umělecká díla, drogy, výrobní prostředky, jedy či léčiva atd.) Tato omezení jsou vyjádřena zejména v čl. 11 odst. 3 Listiny základních práv a svobod (výkon vlastnického práva nesmí poškozovat lidské zdraví, přírodu a životní prostředí nad míru stanovenou zákonem). Různá omezení výkonu vlastnického práva zejména vůči sousedům vlastníka se nazývají sousedská práva. Vlastník se zejména musí zdržet všeho, čím by nad míru přiměřenou místním poměrům obtěžoval jiného nebo ohrožoval výkon jeho práv (hlukem, prachem, kouřem, pachy, odpady, vibracemi, ohrožením sousedovy stavby apod.) Tato limitovaná ustanovení pro každého vlastníka představují ustanovení § 1013 – 1023 občanského zákoníku. S vlastnictvím bývá spojena také povinnost věc hlídat a zabezpečit (například odpovědnost za škodu způsobenou vlastněným zvířetem, chátrající budovou, povinnost zabezpečit vozidlo, zbraň či nebezpečnou látku proti zneužití neoprávněnou osobou, povinnost dodržet ve své budově či na svém pozemku protipožární a ekologické normy atd.). S majetkem ovlivňujícím ráz krajiny nebo sídelního útvaru mohou být spojena omezení i povinnosti (povinnost udržovat objekt či pozemek v řádném stavu, zákaz provádět úpravy narušující hodnotu krajiny nebo sídelního útvaru).
V některých případech dokonce z vlastnictví určité věci vyplývá povinnost ve vztahu k cizímu majetku. Mezi taková omezení vlastnického práva patří:
- Rozhrady – za rozhradu je považován plot, zeď, meze, strouhy a jiné podobné nebo umělé rozhrady mezi sousedními pozemky, které jsou společné. Ukazují zřetelné hranice mezi pozemky a mohou být přirozené nebo umělé. Rozhrady jsou společným vlastnictvím vlastníků sousedních pozemků.[7]
- Nezbytná cesta – na nezbytnou cestu má právo vlastník pozemku, který na pozemek nemůže vstoupit přímo z veřejné cesty. Pokud by vlastník pozemku zřízení nezbytné cesty nepovolil, může se jejího povolení domáhat vlastník nemovitosti soudní cestou. Za nezbytnou cestu náleží vlastníku úplata.[8]

Právní systémy se mohou lišit v tom, do jaké míry může vlastník pozemku, budovy či prostoru určovat pravidla chování osob. Obecně platí i v prostoru soukromého vlastníka obecně závazné právní předpisy: majitel pozemku není například oprávněn povolit na svém pozemku vraždu, užívání drog. I v soukromých objektech platí státní regulace podnikání, daňové zákony, i na neveřejné účelové komunikaci platí pravidla silničního provozu atd. Jde-li o veřejně přístupný soukromý objekt (například prodejna, restaurace, park atd.), mohou právní normy či právní tradice vyžadovat, že vlastník pozemku nesmí návštěvníky diskriminovat (musí všem umožnit užívání za stejných podmínek), lišit se mohou i pohledy na to, zda vlastník je oprávněn rozhodovat o zákazu nebo povolení kouření, fotografování, koliduje-li takový zákaz s obecným pravidlem, že každý může činit vše, co není zákonem zakázáno atd. Faktický obsah vlastnického práva je dán především tradicí.

## Ochrana vlastnického práva
Každý vlastník má právo na ochranu vlastnického práva a v případě neoprávněného zásahu, má právo na svou obranu a oprávnění bránit se vůči konkrétnímu rušiteli.
Vlastník se proti neoprávněnému zasahování do jeho práv může bránit u orgánů veřejné moci, tedy u věcně a místně příslušného soudu a to prostřednictvím žaloby. Pokud vlastník využije své právo na ochranu vlastnického práva a obrátí se na soud, stává se žalobcem a dle individuální potřeby může podat žalobu reivindikační nebo žalobu negatorní.

## Nabytí vlastnického práva
K nabytí vlastnického práva může dojít několika způsoby, kterými jsou:
- Přírůstky neboli akcese – představuje originární způsob nabytí vlastnického práva. Přírůstky lze rozdělit na přírůstky k movité a nemovité věci. Dále, dle povahy věci, se rozlišují na přírůstky přirozené (plody, stromy, naplaveniny, strže), umělé (např. stavba jako přírůstek pozemku) a smíšené.
- Vydržení – je též jedním originárních způsobů nabytí vlastnického práva a to na základě kvalifikované držby trvající po zákonem stanovenou dobu. Věc do vlastnictví tedy nabude osoba, která věc dlouhodobě ovládá v dobré víře, že mu náleží právo, které vykonává. Nepoctivost předchůdce nebrání poctivému nástupci, aby počal vydržení dnem, kdy nabyl držby.[9] Společná držba více osob k téže věci vylučuje nabytí vydržením do výlučného vlastnictví jen jednoho ze společných oprávněných držitelů.[10]
- Přivlastnění věci opuštěné a nález věci ztracené či skryté – věc, která nikomu nepatří, si každý může přivlastnit, nebrání-li tomu zákon nebo právo jiného na přivlastnění věci. Movitá věc, kterou vlastník opustil, protože ji nechce jako svou držet, nikomu nepatří.[11] Každý si může přivlastnit věc, která nikomu nepatří a to za podmínek, že tomu nebrání zákon, a že někdo jiný nemá na přivlastnění věci přednostní právo. Movitá věc se považuje za opuštěnou v případě, že její vlastník své vlastnické právo nevykoná tři roky. Pokud by někdo opustil nemovitou věc, platí zde lhůta 10 let a po jejím uplynutí připadá nemovitost do vlastnictví státu. Dle občanského zákoníku nemůže vydržet vlastnické právo nástupce předchůdce, který byl nepravým držitelem a ve vzájemných vztazích zákonný zástupce a zastoupený, opatrovník a opatrovanec, poručník a poručenec. Zvláštním případem jsou nalezená zvířata, kdy nálezce k nim nabude vlastnické právo již po uplynutí dvou měsíců, během nichž se o zvíře nikdo nepřihlásil. Pokud nálezce o zvíře nemá zájem, může je obec svěřit provozovateli útulku pro zvířata. Pokud se ani po uplynutí 4 měsíců o zvíře nikdo nepřihlásil, může provozovatel útulku se zvířetem volně nakládat.[12]
- Převod vlastnického práva (smlouva)
- Nabytí vlastnictví od neoprávněného – dle občanského zákoníku jsou chráněni ti, kteří si pořídí za úplatu věc v dobré víře, že ji kupují od oprávněného. Naopak ochrany nepožívá ten, kdo nabyl movitou věc s vědomím, že ji nabývá od neoprávněného (s výjimkou investičních nástrojů, cenných papírů, listin vystavených na doručitele nebo věcí nabytých ve veřejné dražbě při výkonu rozhodnutí). Ochrana je poskytována skutečnému vlastníkovi věci ve veřejném seznamu a samozřejmě nabyvateli, který nabyl věc nezapisovanou do veřejného seznamu, byl v dobré víře v oprávnění druhé strany vlastnické právo převést na základě řádného titulu a věc nabyl způsoby uvedenými v občanském zákoníku.[3] Chráněny jsou též osoby, kterým byla věc odcizena.
- Rozhodnutím orgánu veřejné moci – rozhodnutím soudu nebo jiného orgánu veřejné moci se vlastnického práva nabývá dnem, který je v něm určen. Není-li v rozhodnutí takový den určen, nabývá se vlastnického práva dnem právní moci rozhodnutí.[13]

## Zánik vlastnického práva
K zániku vlastnického práva může dojít relativním a absolutním způsobem. U relativního zániku se právo chápe ve vztahu k určitému vlastníkovi, zanikne vlastnické právo jedné osoby, ale vzniká vlastnické právo osoby druhé. U absolutního zániku přestane vlastnické právo fakticky existovat a žádná další osoba ho nenabude. K relativnímu typu zániku dochází především na základě smlouvy (převod vlastnického práva na jinou osobu), ale i nezávisle na vůli vlastníka (smrt, vydržení, rozhodnutí státního orgánu – např. vyvlastnění). Vlastník se může vlastnického práva i vzdát nebo může dojít ke zničení nebo spotřebování věci.  
Vlastnictví téměř v žádném právním systému není zcela výlučné. Většina právních systémů tradičně obsahuje různé formy obecného užívání soukromého majetku (veřejná přístupnost krajiny, právo cesty přes cizí pozemek, obecné užívání pozemních komunikací, právo sbírat v lese v omezené míře lesní plody a klestí - v některých systémech, například biblickém židovském právu, se podobné právo vztahovalo i na sbírání polních plodin pro okamžitou osobní potřebu), práva vstupu na cizí pozemek nebo použití cizího majetku v nouzových situacích nebo je-li to nezbytně nutné k užívání vlastního majetku či výkonu vlastních práv, případně též povinnost dát svůj majetek k dispozici v případě válečného stavu, stavu nouze či ohrožení, možnost vyvlastnění ve veřejném zájmu atd. Výlučnost užívání se obvykle netýká těch způsobů užívání, které v užívání neomezují nepřiměřeně vlastníka (např. tzv. svoboda panoramatu).

## Druhy a formy vlastnictví v komunistickém režimu
V současné době je v českém právním řádu vlastnictví vnímáno a právními předpisy vymezováno jako jednotné, kdy všem vlastníkům bez ohledu na jejich charakter přísluší typově stejná vlastnická práva a jim odpovídající ochrana. V tomto směru není jako vlastník zvýhodňován ani stát. V době komunistického režimu bylo ale rozlišováno více druhů a forem vlastnictví, které byly právním řádem různě preferovány, a podle toho jim byla poskytována ochrana. Právní řád tehdy upravoval následující druhy vlastnictví:
1. socialistické společenské vlastnictví,
2. osobní vlastnictví,
3. soukromé vlastnictví.

### Socialistické společenské vlastnictví
Socialistické vlastnictví bylo označováno jako základní majetkový vztah socialistického společenského zřízení, který byl podle tehdejších ideologických proklamací páteří hospodářské soustavy vylučující „vykořisťování člověka člověkem“. Jako základní formy socialistického vlastnictví pak bylo rozlišováno státní vlastnictví jako majetek veškerého lidu (národní majetek), v němž byly především výrobní prostředky, a družstevní vlastnictví, které svědčilo družstvům v oblasti zemědělské výroby, řemeslné výroby, obchodu a oblasti občanské spotřeby (např. stavební bytová družstva). Další formou bylo i vlastnictví společenských a jiných socialistických organizací, které působily ve sféře politické, kulturní a sociální (např. odborové organizace, kulturní fondy, krajská sdružení advokátů). Socialistické vlastnictví bylo upraveno v hospodářském zákoníku, bylo právním řádem preferováno a byla mu poskytována nejširší právní ochrana, zvýšené ochrany požívalo např. v oblasti trestního práva.

### Osobní vlastnictví
Předmětem osobního vlastnictví byly věci určené osobní spotřebě občanů. Tento druh vlastnictví byl určen pro věci uspokojující hmotné a kulturní potřeby občanů, kteří je nabývali za peníze získané prací. Práce občana ve prospěch socialistického společenství (a potažmo socialistického vlastnictví), kterou byl tvořen národní důchod, byla vnímána jako zdroj osobního vlastnictví a pojítko se socialistickým vlastnictvím. Osobní vlastnictví bylo upraveno v občanském zákoníku. V osobním vlastnictví byly příjmy a úspory z práce a sociálního zabezpečení, vybavení domácnosti, věci osobní potřeby, rodinné domky a rekreační chaty.

### Soukromé vlastnictví
Soukromé vlastnictví bylo považováno za pozůstatek kapitalistické vlastnické soustavy, bylo řazeno mimo socialistickou vlastnickou soustavu. Jeho předmětem bylo zejména individuální vlastnictví výrobních prostředků a půdy, avšak bylo vylučováno, aby prostřednictví soukromého vlastnictví docházelo k „vykořisťování člověka člověkem“. Proto bylo soukromé vlastnictví v menší míře umožňováno pouze tam, kde bylo spojeno s vlastní prací vlastníka např. u samostatně hospodařících rolníků či v jiné malovýrobě. Dále bylo do soukromého vlastnictví řazeno i každé jiné individuální vlastnictví, které nesplňovalo podmínky osobního vlastnictví, vlastnictví nesocialistických organizací a vlastnictví zahraničních právnických osob. Soukromé vlastnictví bylo upraveno v občanském zákoníku a byla stanovena určitá omezení při nakládání s ním (např. při převodu nezastavěných stavebních pozemků větší výměry).
I v současnosti bývá běžně některé vlastnictví označováno za „soukromé“ či „osobní“ (např. „byt v osobním vlastnictví“). Jde však o laické výrazy, které nemají obsah právních termínů užívaných v době komunistického režimu, vždy se jedná o tentýž jediný druh vlastnictví, který je v platném právním řádu upraven. Označením vlastnictví jako soukromého se většinou zdůrazňuje vymezení vlastníka jako subjektu odlišného od státu, obce, kraje či právnických osob.